# Aase Merete Gyldenkrone
Aase Merete baronesse Gyldenkrone (28. november 1902 – 1968) var en dansk hofdame.
Hun var datter af kommandør og kammerherre Einar Marius baron Gyldenkrone og hustru og var hofdame ved hoffet.
Hun var ugift og er begravet på Holmens Kirkegård.